# パラリンピックのスノーボード
パラリンピックのスノーボード（英語: Para Snowboard）は、障がいを持ったスポーツ選手のためのスノーボードである。

## 歴史
- 2014年ソチ大会においてアルペンスキーの新種目としてスノーボードクロス(立位・男・女)が採用。
- 2018年平昌大会において正式競技となる。

## 競技種目
身体障がいを持つ障がい者がスノーボード競技に参加できるよう、ルール、技術的な事項等の変更や修正をした種目である。
男女スノーボードクロス（SBX）
非障がい者種目と同様に、バンク、ローラー、スパイン、ジャンプ、ウータンなど様々な障がい物で構成されたコースを切り抜けながら競技する。
男女バンクドスラローム（BSL）
旗門をクリアしながら滑降しタイムで順位を争う。３回コースを走行し、最も良かったタイムで順位を決める。

## クラス分け
クラス分けは、異なる障がいを持った選手間の公正な競争を保証することを目指した体系である。
- 手首以上の上肢障がい(SB-UL)
- 膝上の下肢障がい(SB-LL1)
- 膝下の下肢障がい(SB-LL2)

## 用具
ボードは非障がい者選手のものと同じだが、選手に必要な整形外科の補助器具を使用することができる。